# (53030) 1998 WC7
1998 دابليو سي 7 (ويعرف أيضًا باسم (53030) 1998 دابليو سي 7 وفق تسمية الكوكب الصغير) (بالإنجليزية: 1998 WC7)‏ هو كويكب ضمن حزام الكويكبات؛ وترتيبه 53030 من حيث الاكتشاف.
اكتُشف هذا الجُرم الفلكي بواسطة هيروشي كانيدا في 18 نوفمبر 1998.

## وصلات خارجية
- (53030) 1998 WC7 في قاعدة بيانات مختبر الدفع النفاث لأجرام النظام الشمسي الصغيرة

- الاكتشاف · مخطط المدار ·  العناصر المدارية · المعلمات المادية

- (53030) 1998 WC7 على موقع ويكي سكاي: DSS2, SDSS, GALEX, IRAS, Hydrogen α, X-Ray, Astrophoto, Sky Map, Articles and images